# Agathis nasicornis
Agathis nasicornis är en stekelart som beskrevs av Telenga 1955. Agathis nasicornis ingår i släktet Agathis och familjen bracksteklar. Inga underarter finns listade i Catalogue of Life.